# ازدراوکو زوفکو
ازدراوکو زوفکو (انگلیسی: Zdravko Zovko؛ زادهٔ ۲۵ مهٔ ۱۹۵۵) بازیکن سابق و مربی هندبال اهل کرواسی است.